# Contea di Feng (Shaanxi)
La contea di Feng  è una suddivisione amministrativa cinese della prefettura di Baoji, nella provincia dello Shaanxi.